# Бет Зера
Бет Зера (хебр. בֵּית זֶרַע) је кибуц у Северном округу Израела. Налази се на јужној обали Галилејског језера. Године 2021. имао је 640 становника.

## Познати становници
- Дени Авдија (2001), израелско-српски кошаркаш